# Acherongia huetheri
Acherongia huetheri är en urinsektsart som beskrevs av Fjellberg 1992. Acherongia huetheri ingår i släktet Acherongia och familjen Hypogastruridae. Inga underarter finns listade i Catalogue of Life.